# La ruta de la Patagonia
La ruta de la Patagonia es un programa de televisión chileno de viajes emitido Canal 13 y su señal cultural de paga 13C, conducido póstumamente por Claudio Iturra, fue estrenado el 28 de junio de 2024, y finalizó el 14 de septiembre de 2024. Originalmente fue programado a las 22:10 hrs. Debido a la transmisión de Chile vs. Canadá en la Copa América 2024, reprogramado a las 23:00 hrs. Este es el último programa de Claudio debido a su fallecimiento de ataque al corazón el 24 de mayo de mismo año.

## Episodios

### Primera temporada
1. El Edén verde de la Patagonia
2. El bosque de los encantos patagónicos
3. El descomocido horizonte patagónico
4. El pueblo testigo del fuego y la naturaleza
5. En el corazón de la Patagonia
6. Durmiendo con el silencio del hielo
7. Las huellas patagónicas del pasado
8. Los tesoros naturales de la Patagonia
9. El poderoso encuentro del agua
10. La estepa patagónica de Aysén
11. El silencioso arte del viento
12. Los viajeros siempre se vuelven a encontrar